# Aparecida do Rio Negro
Aparecida do Rio Negro is een gemeente in de Braziliaanse deelstaat Tocantins. De gemeente telt 4.200 inwoners (schatting 2009).